# Richea curtisiae
Richea curtisiae är en ljungväxtart som beskrevs av A.M. Gray. Richea curtisiae ingår i släktet Richea och familjen ljungväxter. Inga underarter finns listade i Catalogue of Life.